# Thalamégos

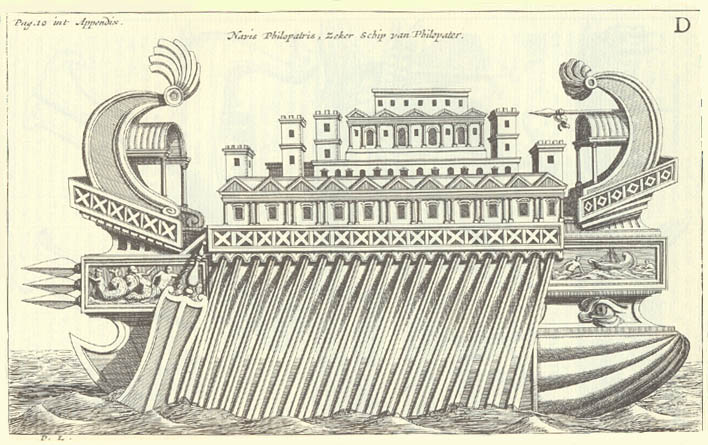
Kresba Thalaméga od Nicolaese Witsena z roku 1671.

Thalamegos (množné číslo: Thalamegoi) byl typ hausbótu, jachty nebo bárky vyskytující se především na řece Nil v Egyptě. Používaly se jako nákladní lodě a trajekty. Nejznámějším a největším thalamegem byl obrovský dvoutrupý katamarán, dvoupatrový nilský palácový člun, který objednal helénistický král Ptolemaios IV. Filopatór pro sebe a svou manželku Arsinoé III. cca.. 200 BCE.